# マールテン・ファン・ヘームスケルク
マールテン・ファン・ヘームスケルクまたはマルティン・ファン・ヘームスケルク（Maarten van HeemskerckまたはMartin[us] van Heemskerck、別名: Maerten van Veen、Maerten Jacobszoon、 1498年 - 1574年10月1日）は、オランダの画家である。多くの版画の原画も描いた。

## 略歴
現在の北ホラント州のヘームスケルクの地主のJacob Wilhelmsz. van Veen の息子に生まれた。ハールレムやデルフトの画家のもとで修業した後、1527年頃ハールレムで、ヤン・ファン・スコーレルの工房で働くようになった。ヤン・ファン・スコーレルはオランダ出身のローマ教皇ハドリアヌス6世に招かれて、ローマで働いた画家である。ファン・スコーレルがローマから持ち帰った美術コレクションはファン・ヘームスケルクの絵のスタイルに影響を与えた。1532年にイタリアに移るまで、教会の祭壇画や、肖像画家として働いた。
1532年にファン・スコーレルからハドリアヌス6世の枢機卿、Willem van Enckevoirtに宛てた推薦状を持って北イタリアの街を経て、ローマに旅した。ヘームスケルクの優れた技量は、ローマの様々な画家の工房から仕事を依頼されることになり、アントニオ・ダ・サンガッロ・イル・ジョヴァネやバティスタ・フランコ、 フランチェスコ・デ・ロッシ・サルヴィアーティらと働いた。5年間ほどのローマ滞在中、ローマの古代彫刻や遺物、ローマの遺跡や同時代の建築の多数のスケッチをして、それらは後に銅版画として出版され、詳細な描写は美術史の資料としても貴重なものになっている。
オランダに帰国後。ハールレムのサン・ルカ組合に入会し、主に教会からの注文で祭壇画や絵画だけでなくタペストリーやステンドグラスのデザインもした。
数百点の版画の原画を描き、その作品はフィリップ・ハレやディルク・コールンヘルトといった有名な出版者によって、17世紀になるまで何度か出版された。1572年にハレによって出版された、「世界の七不思議」などが知られている。

## 作品

### 絵画

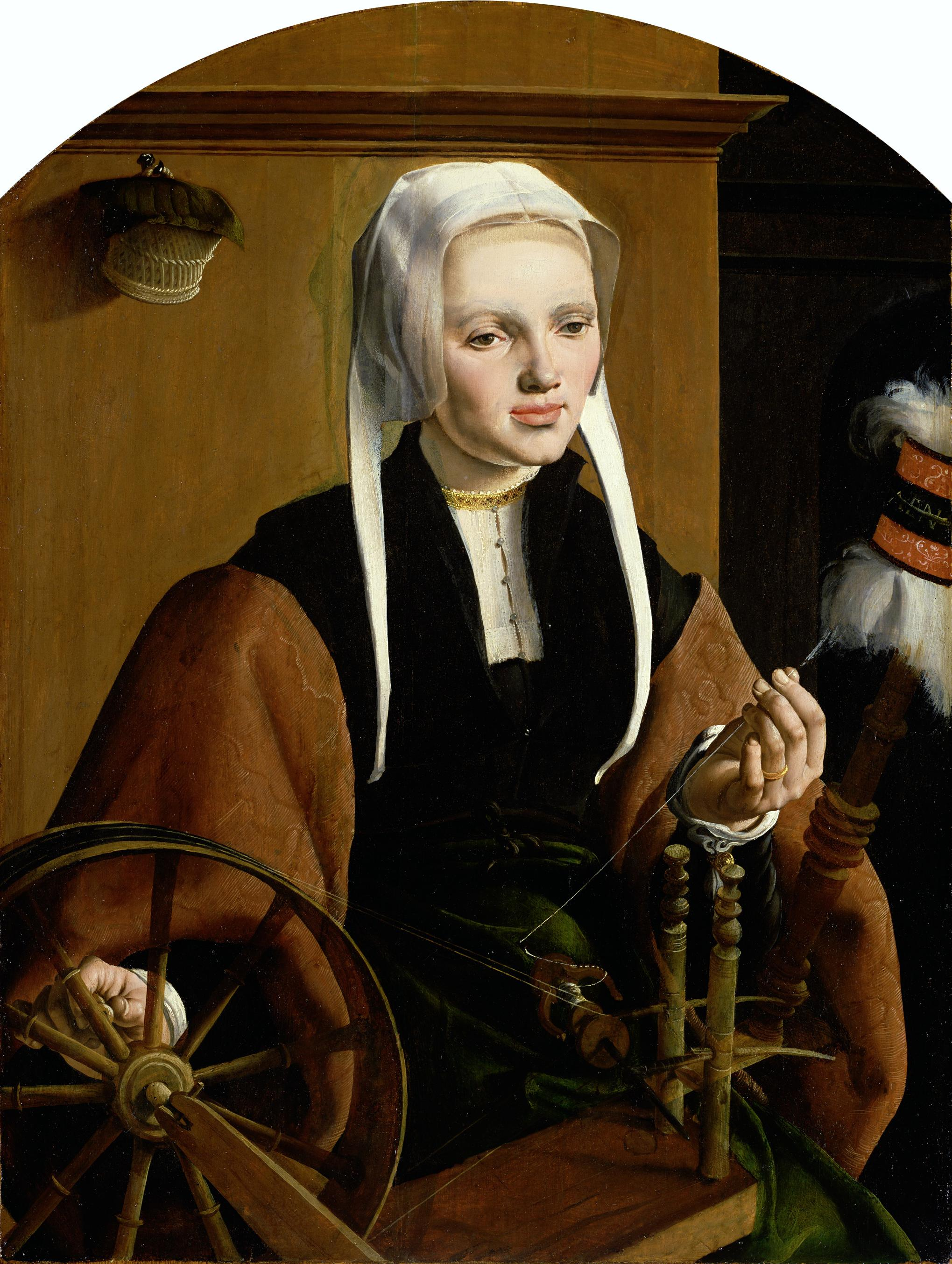
Anna Codde (1529)
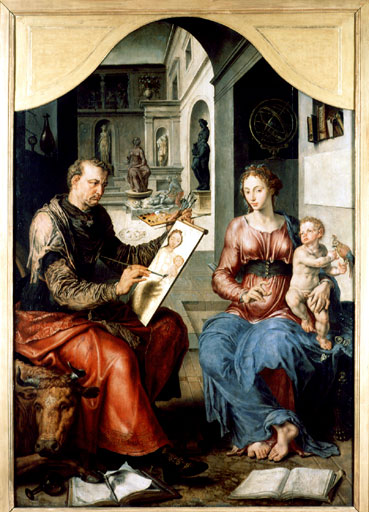
聖母を描くサン・ルカ(1550)
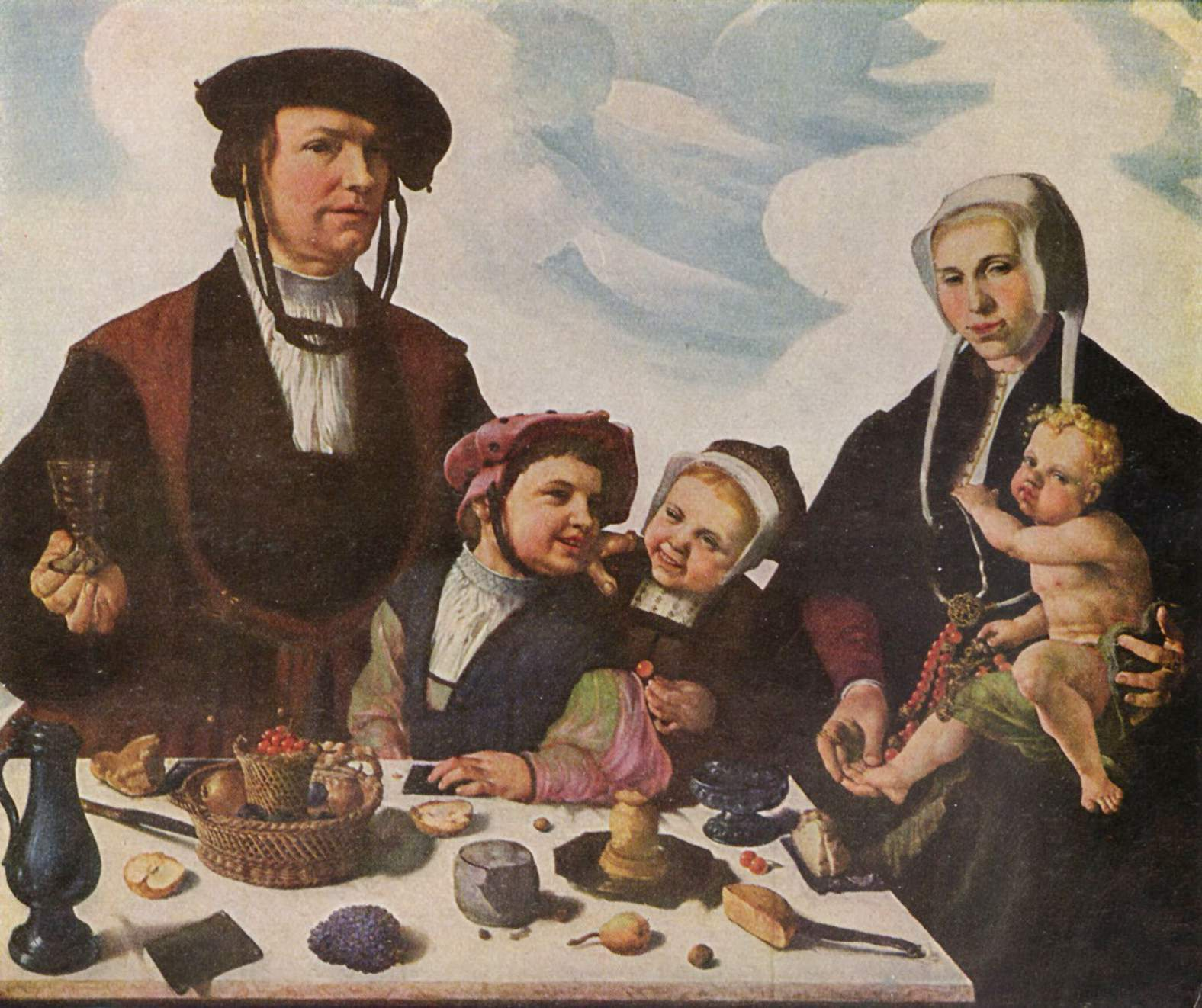
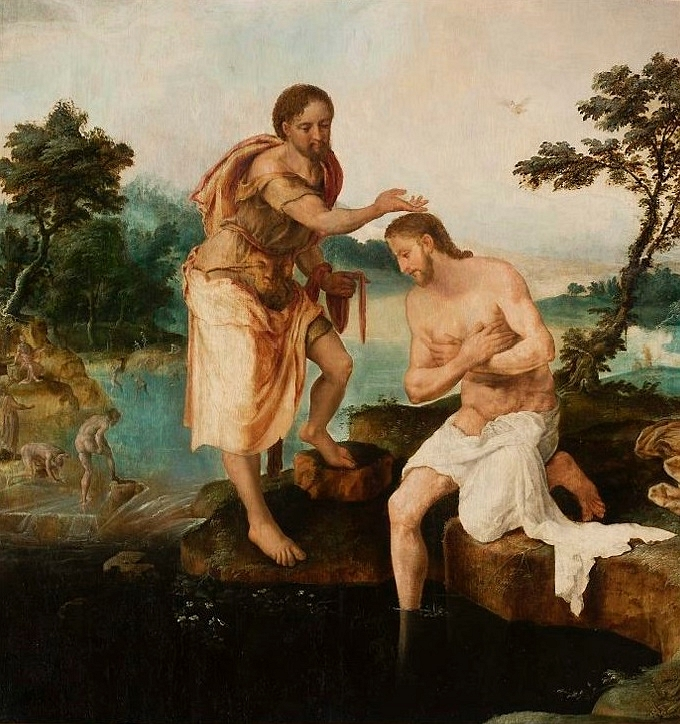

### 版画

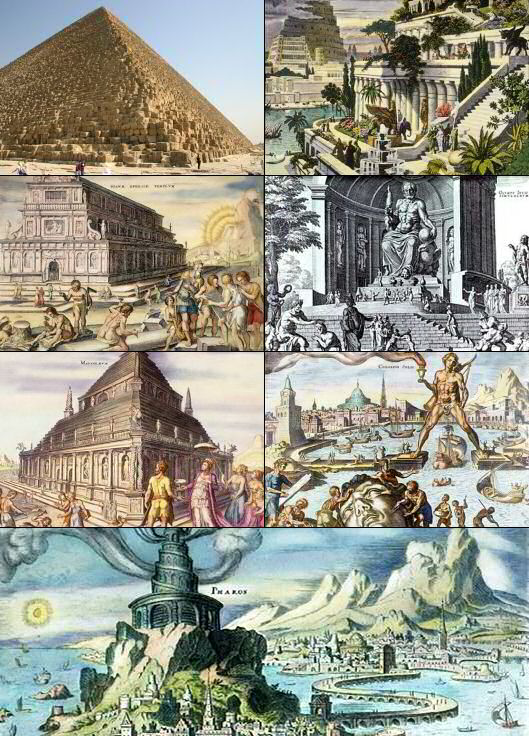
「世界の七不思議」
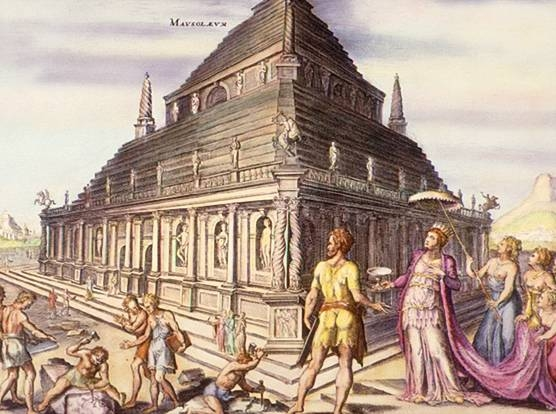
マウソロス霊廟
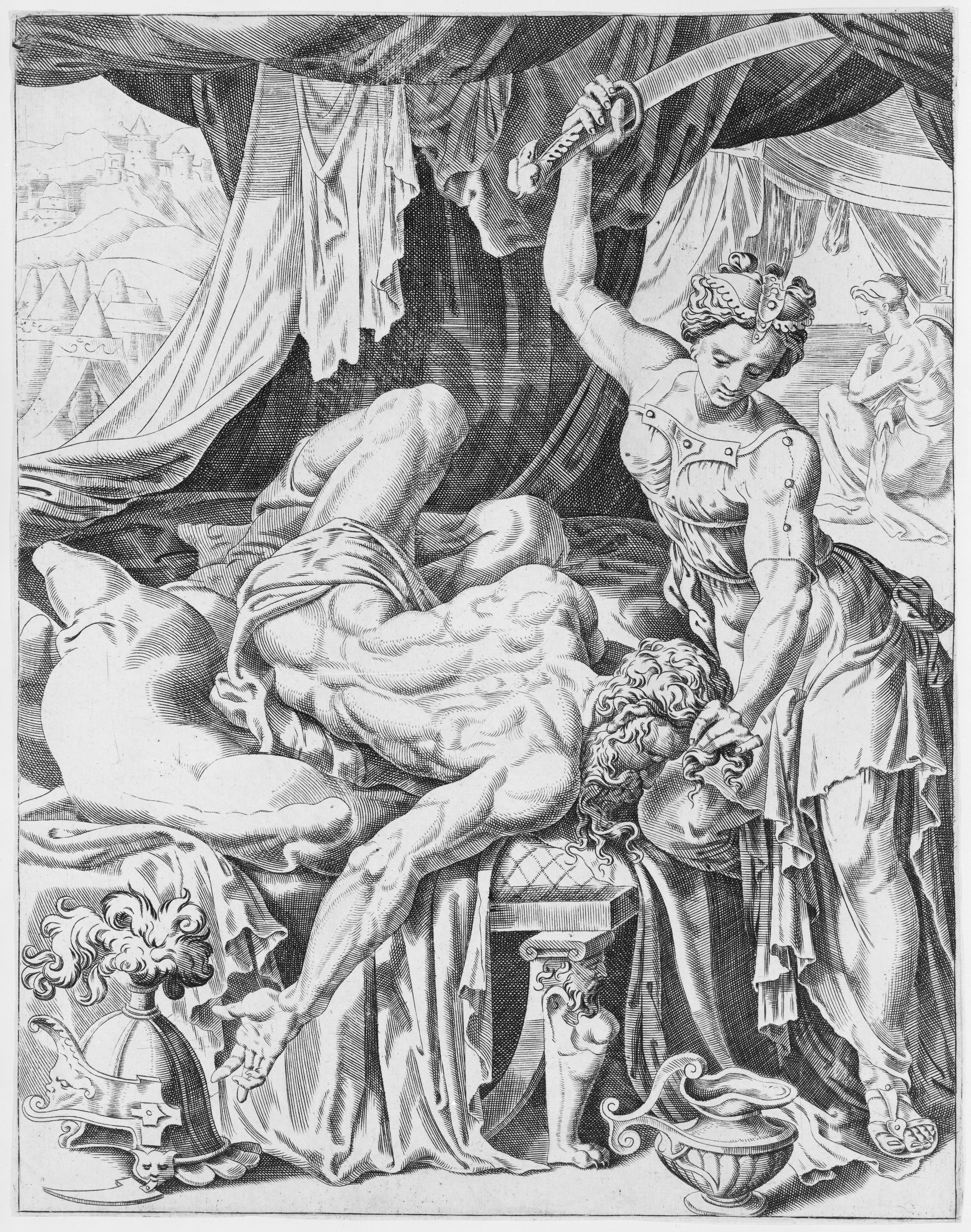
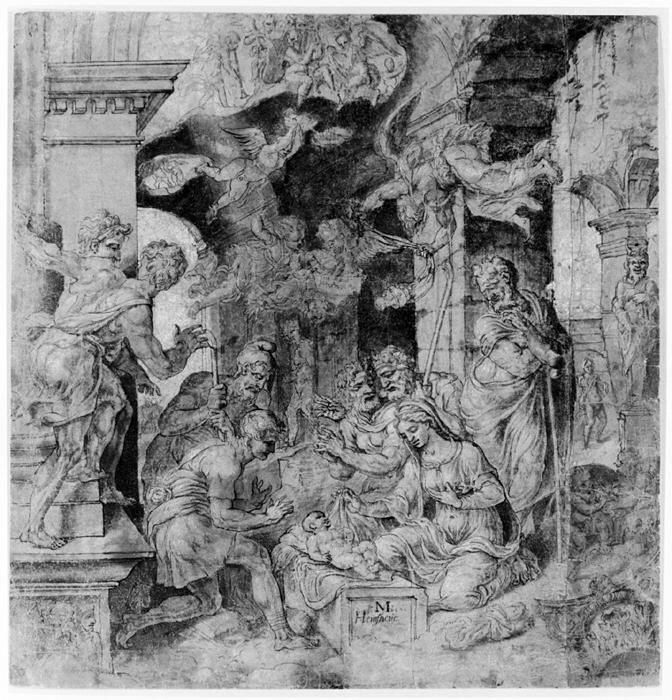